# Lista de vereadores de Cabo Frio
Esta é a lista de vereadores de Cabo Frio, município brasileiro do estado do Rio de Janeiro.
A Câmara Municipal de Cabo Frio, é formada por dezessete representantes.

## 16ª Legislatura (2021–2024)
Estes são os vereadores eleitos nas eleições de 15 de novembro de 2020, pelo período de 1° de janeiro de 2021 a 31 de dezembro de 2024:
| Mesa Diretora (2021-2022)            |                       |                        |                           |
| Nome                                 | Início do mandato     | Fim do mandato         | Cargo                     |
| Miguel Fornaciari Alencar (DEM)      | 1º de janeiro de 2021 | 31 de dezembro de 2022 | Presidente da Câmara      |
| João Roberto de Jesus da Silva (MDB) | 1º de janeiro de 2021 | 31 de dezembro de 2022 | Vice-presidente da Câmara |
| Alexandra dos Santos Codeço (Rep.)   | 1º de janeiro de 2021 | 31 de dezembro de 2022 | 1ª Secretária             |
| Adeir Novaes (Rep.)                  | 1º de janeiro de 2021 | 31 de dezembro de 2022 | 2º Secretário             |

|    | Nome                                                                                 | Partido                                | Votos | %    | Observações |
| -- | ------------------------------------------------------------------------------------ | -------------------------------------- | ----- | ---- | ----------- |
| 1  | Caroline Midori da Costa Silva (Rio de Janeiro, 02.11.1988–)                         | Democracia Cristã (DC)                 | 2.450 | 2,41 | 1º mandato  |
| 2  | Luís Geraldo Simas de Azevedo (Rio de Janeiro, 04.07.1957–)                          | REPUBLICANOS                           | 2.038 | 2,01 | 2º mandato  |
| 3  | Alexandra dos Santos Codeço (Campos dos Goytacazes, 19.08.1977–)                     | REPUBLICANOS                           | 1.760 | 1,73 | 2º mandato  |
| 4  | Adeir Novaes (Cabo Frio, 06.04.1973–)                                                | REPUBLICANOS                           | 1.740 | 1,71 | 2º mandato  |
| 5  | Vanderson de Sant'Anna Rodrigues, Vanderson Bento (Cabo Frio, 08.04.1987–)           | Partido Trabalhista Brasileiro (PTB)   | 1.714 | 1,69 | 1º mandato  |
| 6  | Rodolfo Aguiar de Faria, Rodolfo de Rui (Cabo Frio, 10.11.1980–)                     | Solidariedade (SD)                     | 1.589 | 1,56 | 2º mandato  |
| 7  | Leonardo Mendes de Abrantes, Léo Mendes (Rio de Janeiro, 01.06.1989–)                | Democracia Cristã (DC)                 | 1.453 | 1,43 | 1º mandato  |
| 8  | Thiago Vasconcelos Leite Pinheiro (Cabo Frio, 02.05.1980–)                           | AVANTE                                 | 1.329 | 1,31 | 1º mandato  |
| 9  | Josias Rocha de Medeiros, Josias da Swell (Campos dos Goytacazes, 18.04.1974–)       | Partido Liberal (PL)                   | 1.279 | 1,26 | 1º mandato  |
| 10 | Miguel Fornaciari Alencar (2021-2022) (Rio de Janeiro, 07.06.1981–)                  | Democratas (DEM)                       | 1.239 | 1,22 | 2º mandato  |
| 11 | Davi dos Santos Souza (Cabo Frio, 22.09.1992–)                                       | Partido Democrático Trabalhista (PDT)  | 1.231 | 1,21 | 1º mandato  |
| 12 | Oséias Rodrigues Couto, Oséias de Tamoios (Campos dos Goytacazes, 13.07.1974–)       | Partido Democrático Trabalhista (PDT)  | 1.193 | 1,17 | 2º mandato  |
| 13 | Vinícius Caetano Corrêa (Cabo Frio, 09.07.1973–)                                     | Progressistas (PP)                     | 1.181 | 1,16 | 2º mandato  |
| 14 | Douglas Serafim Felizardo (Cabo Frio, 19.04.1981–)                                   | AVANTE                                 | 1.081 | 1,06 | 1º mandato  |
| 15 | João Roberto de Jesus da Silva (Rio de Janeiro, 16.04.1977–)                         | Movimento Democrático Brasileiro (MDB) | 1.035 | 1,02 | 1º mandato  |
| 16 | Jean Carlos Corrêa Estevão, Jean da Auto Escola (Campos dos Goytacazes, 25.12.1975–) | Partido Liberal (PL)                   | 977   | 0,96 | 1º mandato  |
| 17 | Alexandre Marques Cordeiro, Alexandre da Colônia (Cabo Frio, 02.07.1964–)            | Democratas (DEM)                       | 875   | 0,86 | 1º mandato  |

## 15ª Legislatura (2017–2020)
Estes são os vereadores eleitos nas eleições de 2 de outubro de 2016, pelo período de 1° de janeiro de 2017 a 31 de dezembro de 2020:
|    | Nome                                                                       | Partido                                | Votos | %    | Observações |
| -- | -------------------------------------------------------------------------- | -------------------------------------- | ----- | ---- | ----------- |
| 1  | Achilles Almeida Barreto Neto (2017-2018) (Cabo Frio, 29.10.1985–)         | Solidariedade (SD)                     | 2.766 | 2,65 | 1º mandato  |
| 2  | Jefferson Vidal Pinheiro (São Pedro da Aldeia, 27.08.1974–)                | Partido Social Cristão (PSC)           | 2.296 | 2,20 | 1º mandato  |
| 3  | Vanderlei Rodrigues Bento Neto (Cabo Frio, 08.04.1987–)                    | Partido da Mulher Brasileira (PMB)     | 2.228 | 2,14 | 1º mandato  |
| 4  | Vinícius Caetano Corrêa (Cabo Frio, 09.07.1973–)                           | Partido Progressista (PP)              | 2.182 | 2,09 | 1º mandato  |
| 5  | Adeir Novaes (Cabo Frio, 06.04.1973–)                                      | Partido Republicano Brasileiro (PRB)   | 1.909 | 1,83 | 1º mandato  |
| 6  | Luís Geraldo Simas de Azevedo (2019-2020) (Rio de Janeiro, 04.07.1957–)    | Partido Republicano Brasileiro (PRB)   | 1.854 | 1,78 | 1º mandato  |
| 7  | Rafael Peçanha de Moura (Rio de Janeiro, 21.03.1984–)                      | Partido Democrático Trabalhista (PDT)  | 1.794 | 1,72 | 1º mandato  |
| 8  | Edilan Ferreira Rodrigues, do Celular (Rio de Janeiro, 24.06.1968–)        | Partido Republicano Progressista (PRP) | 1.746 | 1,67 | 1º mandato  |
| 9  | Rodolfo Aguiar de Faria, Rodolfo de Rui (Cabo Frio, 10.11.1980–)           | Solidariedade (SD)                     | 1.731 | 1,66 | 1º mandato  |
| 10 | Alexandra dos Santos Codeço (Campos dos Goytacazes, 19.08.1977–)           | Partido Republicano Brasileiro (PRB)   | 1.661 | 1,59 | 1º mandato  |
| 11 | Ricardo Martins da Silva (Cabo Frio, 13.04.1976–)                          | Solidariedade (SD)                     | 1.534 | 1,47 | 1º mandato  |
| 12 | Oséias Rodrigues Couto, Oséias de Tamoios (São João da Barra, 13.07.1974–) | Partido Democrático Trabalhista (PDT)  | 1.420 | 1,36 | 1º mandato  |
| 13 | Guilherme Aarão Quintas Moreira (Niterói, 26.02.1992–)                     | Partido Popular Socialista (PPS)       | 1.404 | 1,35 | 1º mandato  |
| 14 | Miguel Fornaciari Alencar (Rio de Janeiro, 07.06.1981–)                    | Partido Popular Socialista (PPS)       | 1.385 | 1,33 | 1º mandato  |
| 15 | Letícia dos Santos Jotta (Cabo Frio, 11.01.1981–)                          | Partido Social Cristão (PSC)           | 1.358 | 1,30 | 1º mandato  |
| 16 | Vagne Azevedo Simão, Vaguinho (Cabo Frio, 22.10.1973–)                     | Partido Popular Socialista (PPS)       | 1.307 | 1,25 | 1º mandato  |
| 17 | Sílvio David Pio Oliveira, Blau Blau (São Paulo, 12.05.1965–)              | Partido Social Cristão (PSC)           | 1.115 | 1,07 | 1º mandato  |

## Legenda
| Cor  | Significado          |
| Bege | Presidente da Câmara |
| Azul | Suplente             |